# آق‌کهریز
آق‌کهریز یکی از روستاهای استان آذربایجان شرقی است که در دهستان سیس بخش مرکزی شهرستان شبستر واقع شده‌است.اهالی این روستا به دامداری و کشاورزی مشغول هستند و شهرک ارونق در این روستا قرار دارد.